# Ломп, Тимо
Тимо Ломп (эст. Timo Lomp; 26 июля 1988, Ахула, сельсовет Албу, Пайдеский район) — эстонский футболист, левый защитник.

## Биография
Воспитанник клуба «Флора» (Ярва-Яани), в юности также занимался в спортивной гимназии в Отепя. В начале взрослой карьеры несколько лет играл за клуб из Ярва-Яани в низших лигах Эстонии.
Летом 2009 года перешёл в «Пайде ЛМ». Дебютный матч в высшей лиге Эстонии сыграл 11 июля 2009 года против «Левадии», а свой первый гол забил 10 ноября 2009 года, также в ворота «Левадии». Всего в составе «Пайде» провёл семь с половиной сезонов, сыграв за это время 177 матчей и забив 9 голов в высшем дивизионе. Финалист Кубка Эстонии 2014/15. В конце 2016 года завершил профессиональную карьеру, затем некоторое время играл на любительском уровне в низших лигах за «Пайде-3».
В 2011 году вызывался в олимпийскую сборную Эстонии (до 23 лет) на матч против Уэльса, но остался запасным.
Помимо футбола занимался лыжным спортом, принимал участие в гонках ФИС (2009) и в любительских соревнованиях.

## Достижения
- Финалист Кубка Эстонии: 2014/15